# Vydrná
Vydrná (hongrois : Vidornya) est un village de Slovaquie situé dans la région de Trenčín.

## Histoire
La première mention écrite du village date de 1475.

## Démographie

### Évolution de la population
| Année:               | 1994. | 2004.   | 2014.   | 2024.    |
| -------------------- | ----- | ------- | ------- | -------- |
| Nombre de personnes: | 361   | 346     | 333     | 252      |
| Différence:          |       | -4,15 % | -3,75 % | -24,32 % |

| Année:               | 2023. | 2024.   |
| -------------------- | ----- | ------- |
| Nombre de personnes: | 260   | 252     |
| Différence:          |       | -3,07 % |